# Gáspár Károli
Gáspár Károli (Nagykároly, 1529 — Gönc, 31 de diciembre de 1591 ) fue un pastor calvinista de origen serbio, cuya familia llegó a Hungría huyendo de los otomanos. Es autor de la primera traducción de la Biblia al húngaro, conocida como Biblia de Károly o Biblia de Vizsoly, debido a que fue publicada en Vizsoly en 1590. Dicha traducción ha sobrevivido hasta la época actual.